# Shakuntala

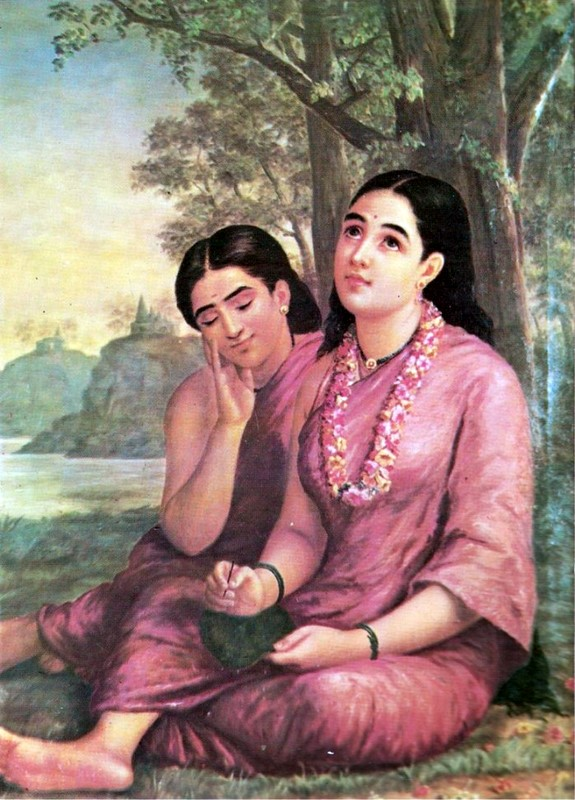

Shakuntala är en gudom i indisk mytologi. Hon är dotter till Vishvamitra (vedisk profet) och Menaka (vattennymf) och förekommer bland annat i Mahabharata och ett drama av Kalidasa.

## Kalidasas dramaShakuntala
Stycket omfattar sju akter med ett kort förspel, som inleds med en bön till guden Shiva, samt flera korta mellanspel. Dess handling rör sig om kung Dushyantas och Shakuntalas kärlek och slutliga förening. På en jakt möter kungen i en botgörarlund den unga, sköna Shakuntala, vilken är dotter av en himmelsk nymf, men uppfostrats av den gamle eremiten Kashyapa. Båda intas av kärlek till varandra, och kungen lämnar, innan han återvänder till sitt hov, åt Shakuntala en ring till tecken av deras förbindelse. 
Men genom en försummelse i vördnad, vartill Shakuntala i sin längtan och sin sorg över skilsmässan ofrivilligt gör sig skyldig gentemot den mäktige och stränge botgöraren Durvasas, ådrar hon sig dennes tadel och straff. Därför glömmer kungen sitt löfte att hämta Shakuntala för att ge henne en erkänd plats bland sina gemåler; och då hon själv uppsöker honom, igenkänns hon icke av sin make och upptäcker tillika, att hon tappat ringen. Denna scen är gripande. Avvisad av kungen, bortförs Shakuntala av en himmelsk nymf genom luften. Men då snart därefter ringen återfinns av en fiskare, löses förbannelsen; kungens minne vaknar vid ringens åsyn, och därmed väcks hos honom sorg och förtvivlan. Av guden Indras egen körsven förs han genom luften till den botgörarlund där Shakuntala nu vistas, och omfamnar där med ångerfull glädje sin maka och sin unge son. 
Dialogen är omväxlande på vers och prosa, och lyriska partier av stor poetisk skönhet överflödar. De handlande personerna är, jämte Shakuntala och Dushyanta, å ena sidan den förras väninnor och anhöriga samt andra botgörare, å andra sidan kungens hovmän och tjänare. Bland dem är främst att märka kungens vän och förtrogne, Mathavya, vilken bildar styckets komiska element. Dessutom uppträder halvgudomliga väsen. 